# الاتحاد الإسلامي لأجناد الشام
الاتحاد الإسلامي لأجناد الشام هو تحالف يضم بعض الجماعات الإسلامية التي تنشط في الثورة السورية. الجماعات المعنية هي: ألوية الحبيب المصطفى، تجمع أمجاد الإسلام، ألوية وكتائب الصحابة، كتائب شباب الهدى، لواء درع العاصمة. أبدى التحالف دعمه لمشاورات جنيف 2.